# Stenotarsus quadrisignatus
Stenotarsus quadrisignatus es una especie de coleóptero de la familia Endomychidae.

## Distribución geográfica
Habita en Birmania.